# Piazza di San Felice
Piazza San Felice è una piazza del centro storico di Firenze. Si accede alla piazza da piazza de' Pitti, via Romana, via Mazzetta e via Maggio.

## Storia
È dominata dalla chiesa di San Felice in Piazza, che deriva il suo curioso nome dalla denominazione del "borgo" (così erano chiamati gli agglomerati di edifici che sorgevano fuori le mura in epoca medievale) che si estendeva dalla chiesa di Santa Felicita, lungo l'odierna via Guicciardini, fino alla piazza di San Felice, Borgo di Piazza. 

## Descrizione
Più che una vera e propria piazza oggi è un incrocio sul quale si erge una delle colonne di Firenze posta da Cosimo I in ricordo della battaglia di Marciano-Scannagallo (1554), che funge da spartitraffico tra via Romana, via Maggio, via Mazzetta e il flusso automobilistico proveniente da piazza Pitti. Originariamente sulla colonna era prevista la collocazione di una statua rappresentante la pace.
Sulla piazza, all'angolo tra via Mazzetta e via Maggio, si affaccia Casa Guidi, oggi museo, dove visse e morì nell'Ottocento la famosa poetessa inglese Elizabeth Barrett Browning con il marito Robert Browning. Una lapide sulla facciata del palazzo, scritta da Niccolò Tommaseo, recita:
Al 4r si trova la storica Farmacia Pitti.

### Monumenti

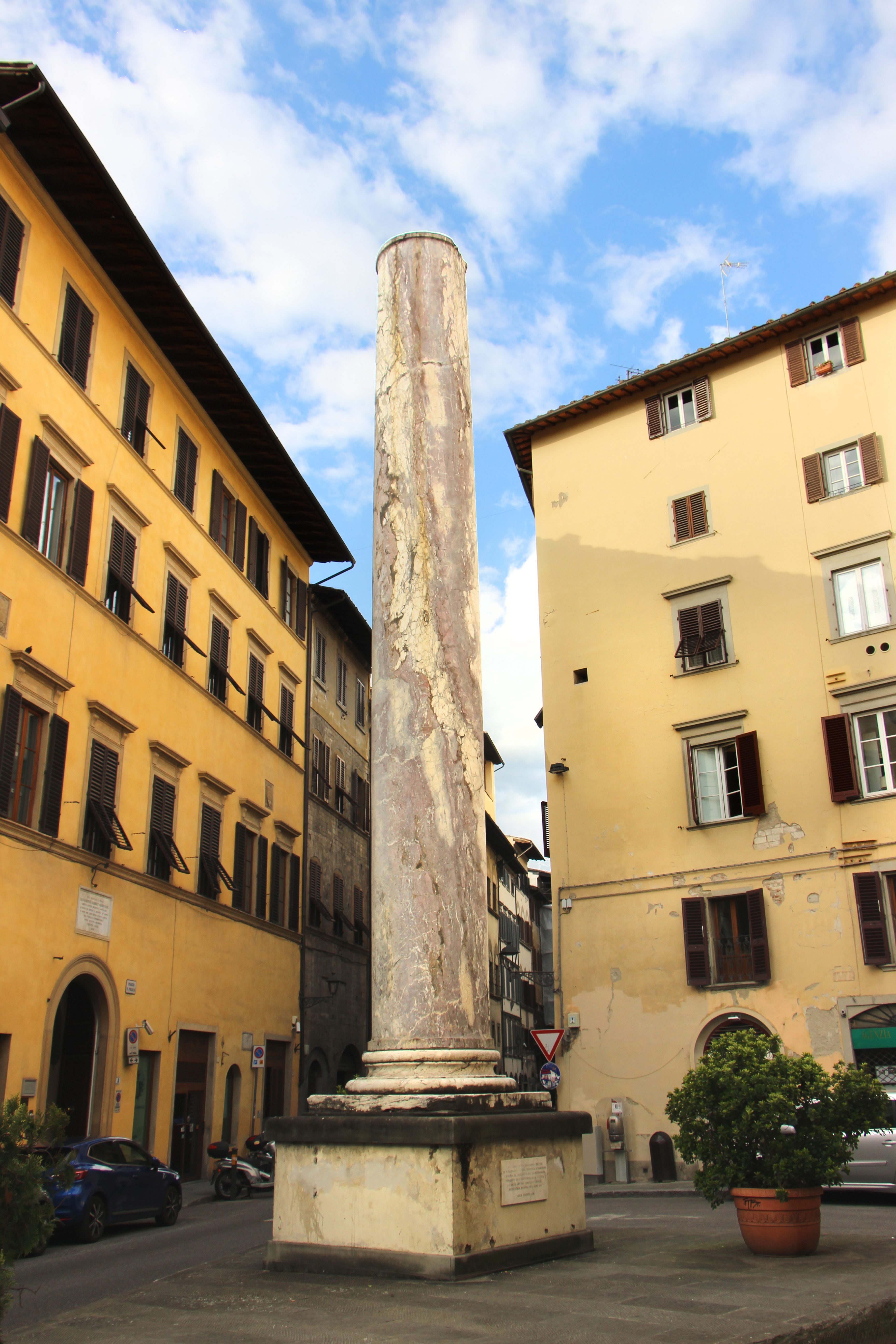
Colonna di San Felice

La seconda colonna celebrativa voluta da Cosimo I doveva simboleggiare la vittoria nella battaglia di Marciano. Fu collocata in piazza San Felice, all'incrocio tra via Maggio e via Romana, vicino a palazzo Pitti. Si tratta di un monolite in breccia medicea, cavata a Seravezza, insieme ad un'altra destinata a piazza San Marco. Viste le dimensioni inusuali (16 braccia=9,4 metri), Bartolomeo Ammannati si occupò di sovrintendere le operazioni in cava ed il trasporto.
Nel 1572 si tentò di innalzare la colonna che si ruppe a metà; fu necessario pertanto imperniare i due tronconi. La colonna rimase incompleta, senza capitello e senza un basamento canonico.
Il progetto di Cosimo prevedeva anche la collocazione di una statua rappresentante la Pace alla sua sommità, (in un progetto complessivo che prevedeva la colonna della Giustizia, quella "della Pace" e quella "della Religione" in piazza San Marco), ma la morte del granduca arrivò prima che l'opera fosse stata commissionata.
La colonna restò nella sua collocazione fino al 1838, quando il granduca Leopoldo II la fece rimuovere per ampliare il passaggio. Una targa su un palazzo della Piazza ricorda proprio la rimozione del monumento "imperfetto". Nel 1992 è stata di nuovo posizionata nella sua collocazione originaria.
Vi si trova inoltre il Monumento ai caduti di Firenze-Oltrarno di Luigi Luparini.

### Lapidi
Presso l'angolo con piazza Pitti si trova una lapide con la scritta "MERCATINO", che ricorda il confine del mercato che qui si teneva.

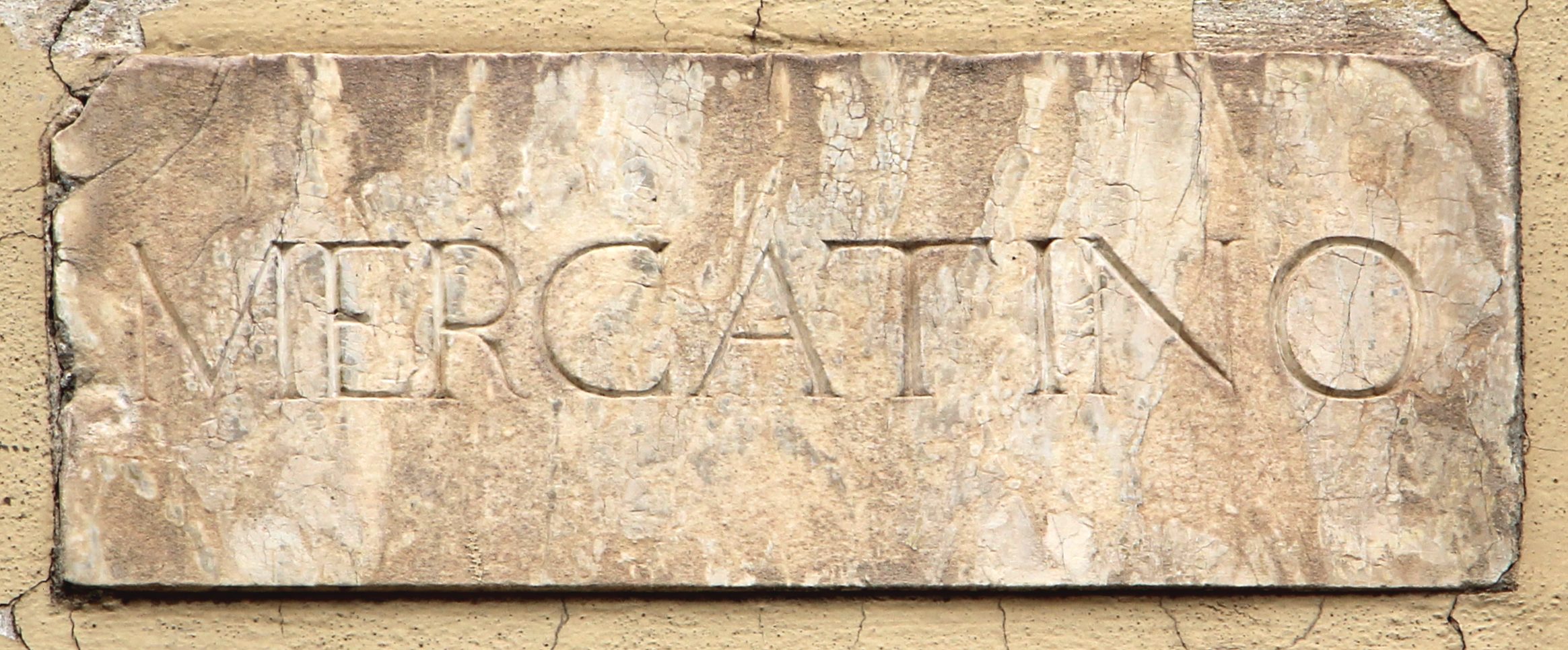
Lapide mercatino

Al n. 3 una lapide ricorda la rimozione della colonna di San Felice:
| A MEMORIA DELLA PUGNA TRIONFATA A MARCIANO COSIMO I NEL MDLXXII SU QUESTA PIAZZA MARMOREA COLONNA INALZAVA CHE PER MORTE NON POTE' INAUGURARE COLLA STATUA DELLA PACE E LEOPOLDO II NEL MDCCCXXXVIII RIMOSSO L'IMPERFETTO MONUMENTO AL COMODO DEL POPOLO CRESCENTE PROVVEDEVA |

Sulla base della stessa colonna una lapide ricorda la sua ricollocazione nel 1992:
| LA COLONNA ERETTA DA COSIMO I NEL 1572 IN MEMORIA DELLA "PUGNA TRIONFATA A MARCIANO" E RIMOSSA DA LEOPOLDO II NEL 1838 RESTAURATA PER CONTO DELL'ASSESSORATO ALLA CULTURA E BELLE ARTI DEL COMUNE DI FIRENZE RICOLLOCATA IN OPERA NELL'ANNO 1992 ARCH. GIUSEPPE CINI |

Su casa Guidi, sopra il portone è una memoria dettata da Niccolò Tommaseo e posta dal Comune di Firenze nel 1861, in ricordo della poetessa che "fece del suo verso aureo anello fra Italia e Inghilterra":
| QUI SCRISSE E MORÌ ELIZABETH BARRETT BROWNING CHE IN CUORE DI DONNA CONCILIAVA SCIENZA DI DOTTO E SPIRITO DI POETA E FECE DEL SUO VERSO AUREO ANELLO FRA ITALIA E INGHILTERRA PONE QUESTA MEMORIA FIRENZE GRATA 1861 |

A questa lapide si ricollega un'altra memoria bilingue, in inglese e in italiano, datata 1916 e posta sul lato di via Mazzetta, con un breve brano da Casa Guidi Windows della poetessa Elizabeth Barrett Browning: 
| I HEARD LAST NIGHT A LITTLE CHILD GO SINGING 'NEATH CASA GUID WINDOWS, BY THE CHURCH, O BELLA LIBERTÀ, O BELLA!...... E.B. BROWNING, "CASA GUIDI WINDOWS" PARTE I. 1-3 HO UDITO IERSERA UN FANCIULLINO CHE CANTAVA, PASSAN- DO SOTTO LE FINESTRE DI CASA GUIDI, LUNGO LA CHIESA, O BELLA LIBERTÀ, O BELLA!...... "FINESTRE DI CASA GUIDI" PARTE I. 1-3 PER DELIBERAZIONE DEL COMUNE M C M X V I |

Nell'androne della casa si segnala una copia in bronzo del busto di Robert Browning, eseguito dallo scultore amico di famiglia William Wetmore Story. Sotto vi è una lapide:
| O WORLD AS GOD HAS MADE IT ALL IS BEAUTY AND KNOWING THIS IS LOVE AND LOVE IS DUTY WHAT FURTHER MAY BE SOUGHT FOR THE GUARDIAN ANGEL |

La traduzione è: «O mondo, come Dio l'ha creato, tutto è bellezza, e saperlo è amore, e l'amore è dovere. Cos'altro può essere cercato? Da L'Angelo Custode».

### Tabernacoli

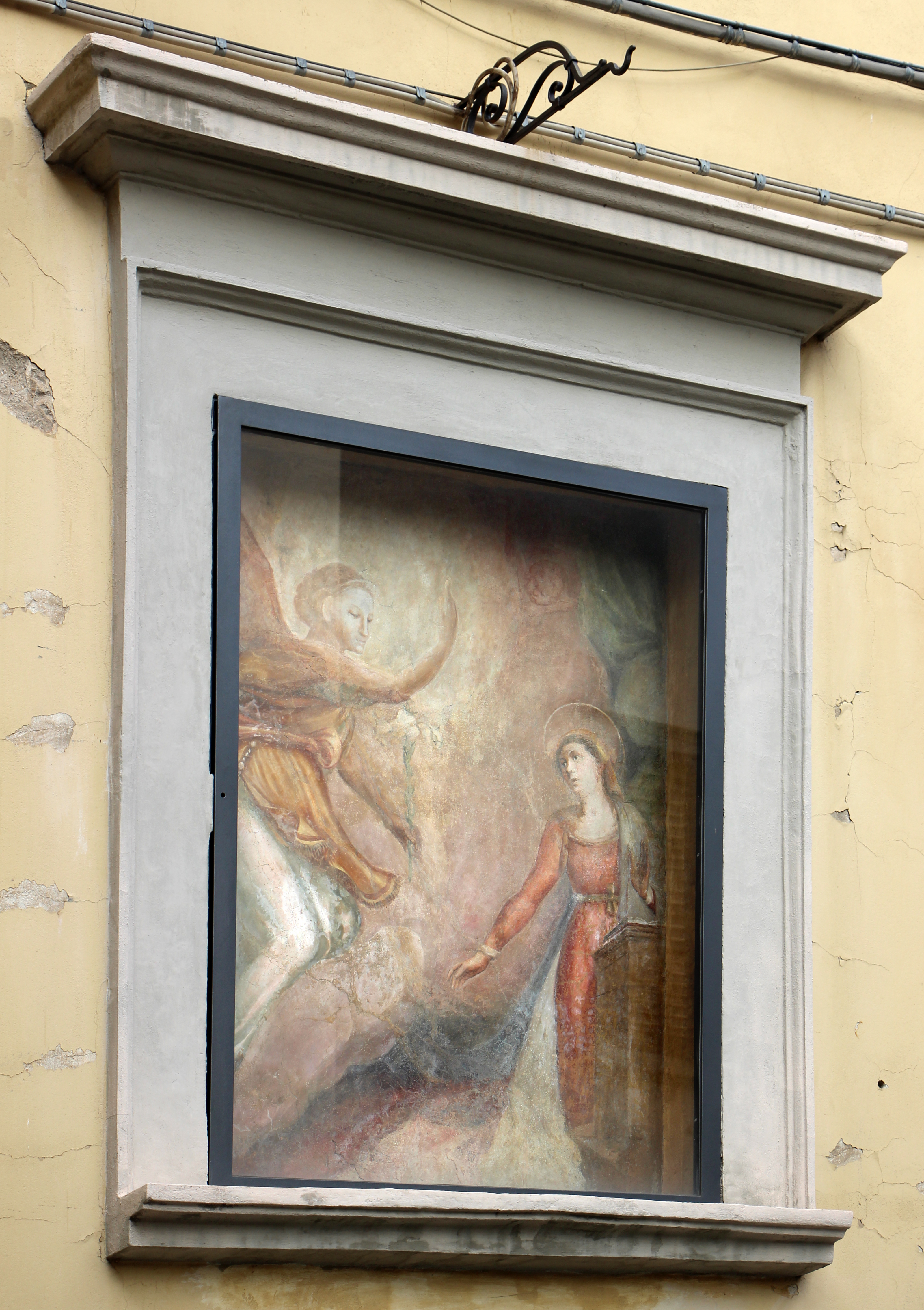
Tabernacolo dell'Annunciazione

All'angolo con via de' Pitti si trova un tabernacolo affrescato con un'Annunciazione di scuola fiorentina, databile al 1610 circa.